# Crayon Shin-chan: Otakebe! Kasukabe yasei ōkoku
Crayon Shin-chan: Otakebe! Kasukabe Yasei Ōkoku (クレヨンしんちゃん オタケベ!カスカベ野生王国 Kureyon Shinchan: Otakebe! Kasukabe Yasei Ōkoku) là một bộ phim anime 2009. Đây là phim thứ 17 dựa trên manga và anime hài Crayon Shin-chan. Phim được công chiếu ở Nhật Bản vào ngày 18 tháng 4 năm 2009.

## Phân vai
- Akiko Yajima trong vai Shinnosuke Nohara
- Miki Narahashi trong vai Nohara Misae
- Keiji Fujiwara trong vai Nohara Hiroshi
- Satomi Kōrogi trong vai Nohara Himawari
- Mari Mashiba trong vai Kazama Toru và Bạch Tuyết
- Tamao Hayashi trong vai Sakurada Nene
- Teiyū Ichiryūsai Sato Masao
- Chie Satō trong vai Bo Suzuki
- Yūko Gotō trong vai Yushiko Shizime hay còn gọi là Victoria
- Takahiro Yamamoto trong vai Bunbetsu
- Ai Orikasa trong vai Maihashi
- Kōichi Yamadera trong vai Mamoru Shizime

## Nhân vật

### Mamoru Shizen
Thị trưởng mới của thành phố Kasukabe . Anh là lãnh đạo của tổ chức bảo tồn môi trường cấp tiến "Save Keep Beautiful Earth (SKBE)". Để hạn chế sự tàn phá môi trường, họ đã phát minh ra thức uống" Động vật hóa con người ". Ban đầu anh bắt đầu các hoạt động bảo tồn môi trường vì vợ anh không quan tâm đến những thứ đó , nhưng điều đó đã được phát triển để tạo thành một cực bảo tồn môi trường mô mà cuối cùng nó là lý do cho sự hình thành SKBE.

### Victoria
Tên thật của cô ấy là Yoshiko Shizime. Cô ấy thích ăn mặc hàng hiệu, sử dụng ô tô và xe đạp, lựu đạn và súng trường không giật cũng như những bậc thầy về vũ khí khác. 

## Phụ trách kỹ thuật
- Đạo diễn: Akira Shigino
- Kịch bản: Isao Shizuya
- Bảng phân cảnh: Akira Shigino và Noriyuki Nakamura
- Đạo diễn hoạt hình:Katsunori Hara và Hideo Hariganeya
- Thiết kế nhân vật: Katsunori Hara và Yuichiro Sueyoshi
- Quay phim: Toshiyuki Umeda
- Biên tập viên: Toshihiko Kojima
- Đạo diễn âm thanh: Akira Okuma
- Âm nhạc: Kei Wakakusa, Toshiyuki Arakawa và Minoru Maruo
- Sản xuất chính: Taisuke Wada, Noboru Sugiyama, Yoko Matsushita và Kazuki Nakashima
- Nhà sản xuất: Yuki Yoshida, Atsushi Kaji, Rika Tsuruzaki và Kensuke Suzuki
- Sản xuất: Shin-Ei Animation , TV Asahi , ADK và Futabasha

## Phòng vé
Phim đã ra mắt trên 323 rạp chiếu phim ở Nhật Bản.  Nó được xếp hạng là phim hoạt hình có doanh thu cao thứ chín tại Nhật Bản. 
Dưới đây là bảng cho biết doanh thu phòng vé của bộ phim này trong tất cả các ngày cuối tuần ở Nhật Bản:
| # | Hạng | Ngày cuối tuần  | Tổng cuối tuần | Tổng cho đến cuối tuần hiện tại |
| - | ---- | --------------- | -------------- | ------------------------------- |
| 1 | 4    | 18-19 tháng 4   | US $ 1694368   | US $ 1694368                    |
| 2 | 4    | 25 - 26 tháng 4 | US $ 1576723   | US $ 3570937                    |
| 3 | 6    | 2 - 3 tháng 5   | US $ 1256445   | US $ 5942719                    |
| 4 | 8    | 9-10 tháng 5    | US $ 466778    | US $ 9565631                    |
| 5 | 10   | 16 - 17 tháng 5 | US $ 359192    | US $ 9969963                    |